# Siegfried von Westerburg

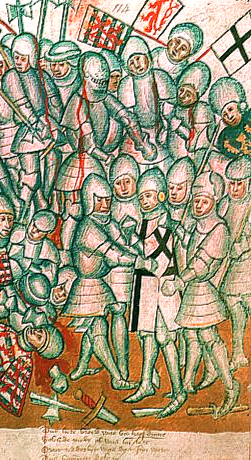
Siegfried von Westerburg auf dem Schlachtfeld von Worringen

Siegfried von Westerburg (auch: Sigfrid oder Sifrid; * unbekannt; † 7. April 1297 in Bonn) war von 1275 bis 1297 Erzbischof des Erzbistums Köln.

## Leben
Siegfried stammte aus der im Westerwald und an der Lahn beheimateten und begüterten Adelsfamilie von Runkel/Lahn und Westerburg.
Wohl seit den 1250er Jahren Kölner Domkanoniker, amtierte er ab 1259 als Mainzer Dompropst (seine Familie war seit jeher kirchlich stärker an Mainz als an Köln orientiert). Am 3. April 1275 wurde Siegfried (wahrscheinlich in Lyon) von Papst Gregor X. persönlich zum Erzbischof von Köln geweiht. Dies geschah gegen den Willen des Gremiums der Kölner Domherren, das sich am 15. November 1274 mehrheitlich für den aus der Grafenfamilie von Berg stammenden Propst Konrad von Mariengraden ausgesprochen hatte. Ende April 1275 wurde Siegfried von König Rudolf von Habsburg in Bruchsal mit den Regalien investiert.
Die Stadt Köln befand sich seit 1268 im Kirchenbann und war daher als Ort seiner Bischofsweihe ungeeignet. Im Juli 1275 hob er als neuer Erzbischof das Interdikt gegen Köln auf und unterzeichnete einen Freundschaftsvertrag mit der Stadt.
Am 15. September 1279 verlieh Siegfried von Westerburg dem etwa 20 km südwestlich von Köln an der Bonn-Aachener Heerstraße gelegenen Lechenich städtische Privilegien. Am 14. Oktober 1279 schloss Siegfried von Westerburg mit den Grafen von Jülich in Pingsheim den Frieden zu Pingsheim. Um 1283 ergriff Siegfried im Limburger Erbfolgestreit Partei für den Grafen Rainald von Geldern. Im Juli 1287 befreite er die Stadt Köln nach einem Treueid der Bürger von den Zöllen zur Finanzierung seiner Kriegskosten im limburgischen Erbfolgestreit. Am 27. April 1285 verlieh er dem südlich von Köln gelegenen Brühl die Stadt- und Marktrechte.

Wappen der Herren von Westerburg

Durch seine Einmischung im limburgischen Erbfolgestreit kam es am 5. Juni 1288 zur Schlacht von Worringen. Siegfried verlor die Schlacht, an der sich auch Kölner Bürger mit Gerhard Overstolzen an der Spitze und eine Bergische Abteilung unter Führung Walter Doddes beteiligten, wurde von Herzog Johann I. von Brabant gefangen genommen und dem Grafen Adolf V. von Berg übergeben. Nachdem er zunächst eine Nacht in Monheim eingesperrt war, wurde er anschließend nach Schloss Burg gebracht. Er kam am 6. Juli 1289 wieder frei, erkrankte aber in der Zeit seiner Gefangenschaft schwer. Zuvor hatte er am 19. Mai 1289 Friedensverträge mit den Siegern von Worringen schließen müssen: er musste 12.000 Mark (ca. drei Tonnen Silber) Reparationen an den Grafen von Berg zahlen, Gebiete abtreten (unter anderem Lünen mit allen bischöflichen Rechten, Westhofen, Brackel, Werl, Menden, Isenberg und Raffenberg, dazu die [Unter-]Vogtei über das Stift Essen an den Grafen Eberhard II. von der Mark, der damit am meisten vom Sieg bei Worringen profitierte), die Stadt Deutz und einige Burgen, darunter die Burg Lechenich verpfänden, andere Burgen wie Worringen, Zons und Volmarstein wurden „gebrochen“. Das Herzogtum Limburg besetzte Herzog Johann I. von Brabant.
Als Folge seiner Niederlage musste er am 18. Juni 1288 in einem Vertrag mit der Stadt die Souveränität Kölns anerkennen. Am 18. Januar 1290 entband ihn jedoch Papst Nikolaus IV. von allen Versprechen, die er den Kölnern hatte geben müssen. Am 31. Januar forderte der Papst sogar die Erzbischöfe von Mainz und Trier auf, Siegfried bei der Rückgewinnung des kurkölnischen Besitzes zu helfen.
Seit seiner Freilassung hatte Siegfried es vorgezogen, seine Residenz in Bonn zu errichten. Die erzbischöfliche Münze in Köln kam zum Erliegen und Siegfried machte Bonn zur Münzprägestätte. Als Kampfansage an Köln wählte er für Bonn den Namen Verona und ließ seine Münzen mit dem Schriftzug »Beata Verona vinces – Du, glückliches Verona wirst siegen« prägen. 1286 führte Siegfried in Bonn die erste Ratsverfassung ein, die bestimmte, dass die angesehenen Bürger – oppidani maiores – zwölf Männer wählen sollten, die geeignet seien, das Beste der Stadt zu befördern. Ihre Beschlüsse sollen für die ganze Bürgerschaft bindend sein.
Bei der anstehenden Königswahl im Jahr 1292 favorisierte Siegfried den Grafen Adolf von Nassau, seinen Schwager und Verbündeten in der Worringer Schlacht von 1288, da er sich von ihm weitreichende Zugeständnisse versprach. Im Vertrag von Andernach konnte sich Siegfried am 27. April 1292 von Adolf dann auch sämtliche Forderungen bewilligen lassen, darunter die Übergabe von Reichsstädten wie Dortmund und Duisburg, Reichsburgen und -höfe und der Essener Vogtei an das Erzbistum. Am 5. Mai 1292 kam es zur Wahl Adolfs von Nassau zum deutschen König, bei der Siegfried jedoch nicht anwesend war. Siegfried krönte Adolf am 24. Juni 1292 im Aachener Mariendom zum römisch-deutschen König.
Siegfrieds Territorial- und Restaurationspolitik war wegen des Widerstandes der „Koalition von Worringen“ zum Scheitern verurteilt. Weder konnte die Verbindung zwischen den rheinischen und den westfälischen Besitzungen wiederhergestellt, noch die Stadt Köln in das Erzstift integriert werden. An der Nichterfüllung der Forderungen des Andernacher Vertrages ging dann auch das Königtum Adolfs von Nassau zugrunde.
Siegfried verstarb am 7. April 1297 in Bonn und wurde in der Bonner Münsterkirche beigesetzt, da die Kölner Stadtbevölkerung sich einer Bestattung im erzbischöflichen Dom widersetzte. 1652 wurde sein Grab durch Räuber geschändet und geplündert, 1794 erneut durch französische Revolutionstruppen. Im Jahre 1947 wurde die Ruhestätte Siegfrieds einer wissenschaftlichen Untersuchung unterzogen und wiederum geöffnet.

## Dombau

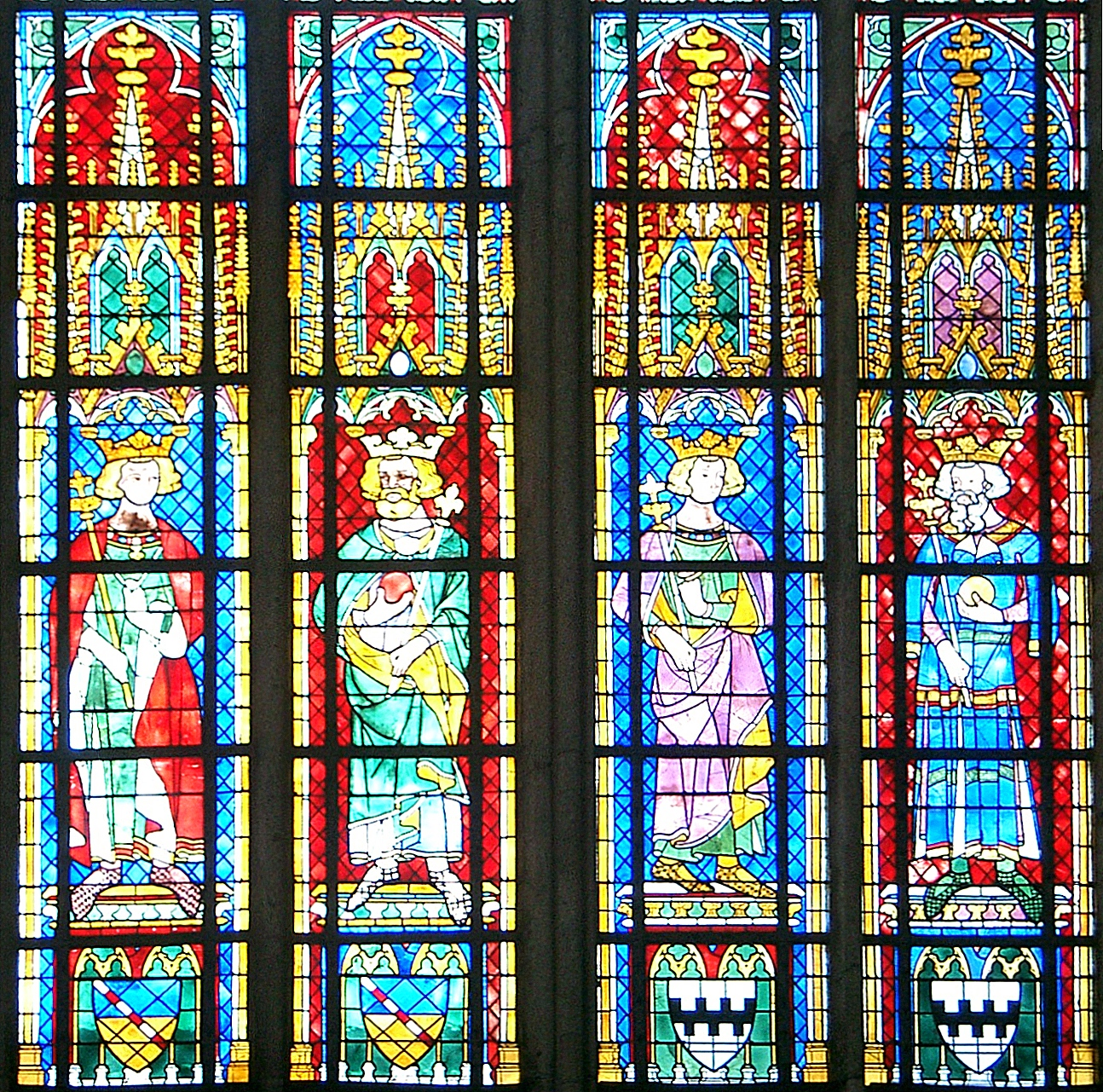
Alle Könige des Reiches: Königsgalerie im Obergaden des Hochchores

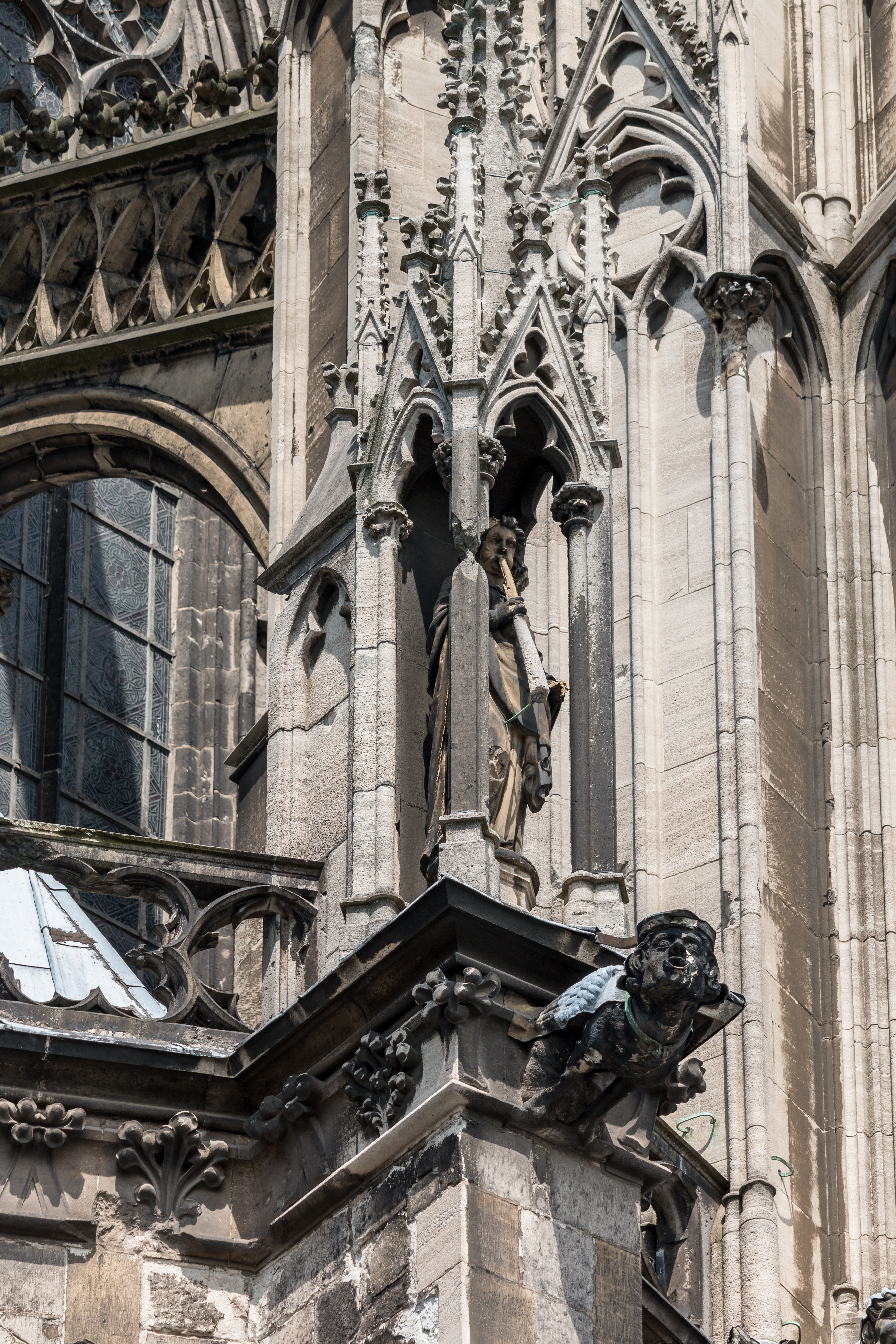
Wächter der Apokalypse: Posaunen blasender Engel im Maßwerktabernakel

Erzbischof Siegfried von Westerburg förderte den Bau des Kölner Doms, um damit seinen Anspruch als führender Fürst im Westen des Reiches zu untermauern. In der Regierungszeit Siegfrieds wurde das aufgehende Mauerwerk vollendet und der Hochchor unter Dach gebracht. Dabei änderte Baumeister Arnold in Abstimmung mit dem Fürsten den Baustil und gestaltete den Hochchor im hochgotischen Rayonnant-Stil, wo der Kapellenkranz noch in frühgotischen Stilformen errichtet worden war. Mauerwerk und Strebepfeiler wurden von einem aufwändigen Masswerk überzogen, so dass der Hochchor von Ferne wie ein steinernes Reliquiar wirkte. Der Erzbischof ließ auf dem Kapellenkranz Masswerk-Tabernakel errichten und darin Posaunen blasende Engel aufstellen. Diese Figuren der Apokalypse wurden als Symbol für eine wehrhafte Kirche verstanden und als Ausdruck dafür, dass die Kirche zuletzt obsiegen werde. Mit diesem Bauschmuck sollte die Dominanz der Kirche gegenüber der Stadtbevölkerung dokumentiert werden.
In den Fenstern des Obergaden ließ der Erzbischof eine Königsgalerie darstellen, die alle vorausgegangenen und nachfolgenden Könige des Reiches abbilden sollte. Damit suchte Siegfried seine Rolle als Koronator zu untermauern, der gemäß der Kölner Königstheorie die Könige nicht nur salben und krönen, sondern auch auswählen durfte.
Um die aufwändigen Baumaßnahmen zu finanzieren, setzte der Erzbischof den aggressiven Ablasshandel fort, der vom Domgründer Konrad von Hochstaden initiiert worden war.
Siehe auch: Portal: Kölner Dom

## Regesten
- Richard Knipping: Die Regesten der Erzbischöfe von Köln im Mittelalter, Band III/2, Bonn 1913, Nr. 2591–3538.